# Steirodon dentatum
Steirodon dentatum är en insektsart som först beskrevs av Carl Stål 1874.  Steirodon dentatum ingår i släktet Steirodon och familjen vårtbitare. Inga underarter finns listade i Catalogue of Life.